# Pakiet instalacyjny
Pakiet instalacyjny (ang. software package, zwany też pakietem programowym) – pakiet zawierający oprogramowanie, umożliwiający jego łatwą oraz szybką instalację, aktualizację lub dezinstalację. Stosowany jest w systemach uniksopodobnych.
Innym typem pakietu programowego jest plik lub pliki programu wraz z instrukcją instalacji. Mogą to być pakiety programowe sprzedawane w sklepach komputerowych, takie jak edytor tekstu. Użytkownik kupuje program, następnie instaluje go według załączonej instrukcji.

## Cel istnienia
Technologia pakietów instalacyjnych została stworzona w celu łatwego dystrybuowania, instalowania, odświeżania i usuwania programów. W tym celu pakiet zawiera binarną wersję danej aplikacji, co pozwala uniknąć czasochłonnego procesu kompilacji oprogramowania w momencie instalacji. Ponadto umożliwia w prosty i elegancki sposób rozpowszechniać oprogramowanie, dla którego kod źródłowy nie jest ogólnie dostępny (np. zamknięte oprogramowanie komercyjne).

## Zalety pakietu
Pakiet taki posiada pełną informację o zależnościach (ang. dependencies) pomiędzy instalowanym programem a używanymi przez niego bibliotekami (czy innymi programami), dzięki czemu instalując nową aplikację ma się pewność, że nie będzie ona w konflikcie z innymi programami i nie odmówi pracy z powodu braku któregoś ze składników wymaganych przez nią do działania.

## Wady pakietu
Wiele pakietów budowanych jest z myślą o konkretnych dystrybucjach, co sprawia, iż w innych mogą sprawiać problemy w działaniu.

## Budowa pakietu
Pakiety zawierają skompresowane archiwum zawierające oprogramowanie. Często są to skompresowane pojedyncze katalogi, zawierające wiele specjalnych plików informujących o zawartości oraz zależnościach.

## Sposób wykorzystania
Za instalację, odświeżanie i usuwanie pakietów instalacyjnych odpowiada program służący do instalacji i zarządzania pakietami zwany menadżerem pakietów.